# 크라운맥주 야구단
크라운맥주 야구단은 모체 조선맥주가 1958년부터 부실기업으로 재정되어 서울사세청의 관리를 받아오다가 1960년부터  한일은행 관리를 받은 것을 계기로 1963년 시즌 뒤 해체된 한일은행 야구단 선수들을 주축으로 1964년 창단하여  1965년까지 존재했던 실업 야구단이다. 
1965년 한일은행 야구단에 인수되었다.

## 주요 선수
- 강병철
- 배성서